# NGC 5522
NGC 5522 је спирална галаксија у сазвежђу Волар која се налази на NGC листи објеката дубоког неба.
Деклинација објекта је + 15° 8' 48" а ректасцензија 14h 14m 50,2s. Привидна величина (магнитуда) објекта NGC 5522 износи 13,4 а фотографска магнитуда 14,2. NGC 5522 је још познат и под ознакама UGC 9116, MCG 3-36-89, CGCG 103-125, IRAS 14124+1522, PGC 50889.